# Katarzyna Rusin
Katarzyna Rusin, née le 21 janvier 1994 à Cracovie, est une snowboardeuse polonaise, spécialisée dans les épreuves de Slopestyle, et Half-pipe. 

## Palmarès

### Coupe du monde de snowboard
- 1 petit globe de cristal :
  - Vainqueur du classement big air en 2011.
- 1 podium dont 1 victoire.

### Universiade d'hiver
- 5e du Half-pipe en 2015